# الحجر (أولاد غانم)
الحجر هو دُوَّار يقع بجماعة صباح، عمالة الصخيرات تمارة، جهة الرباط سلا القنيطرة في المملكة المغربية. ينتمي الدوّار لمشيخة أولاد غانم التي تضم دوارين. يقدر عدد سكانه بـ 1485 نسمة حسب الإحصاء الرسمي للسكان والسكنى لسنة 2004.

## روابط خارجية
- البوابة الوطنية للجماعات الترابية
- المندوبية السامية للتخطيط